# Jordan Peterson
Jordan Bernt Peterson (Edmonton, 12. lipnja 1962.) je kanadski klinički psiholog, društveni kritičar i profesor emeritus psihologije na Sveučilištu Toronto. Njegova glavna područja rada su abnomalna psihologija, socijalna psihologija i psihologija ličnosti, s posebnim zanimanjem za psihologiju religije i ideoloških uvjerenja, i procjenu i unaprijeđenje osobnosti i uspješnosti.
Peterson je odrastao u Fairviewu, Alberta. Godine 1982. je stekao diplomu prvostupnika iz političkih znanosti, a 1984. sveučilišnu diplomu psihologa, sve na Sveučilištu Alberta, te je doktorirao na polju kliničke psihologije na McGill Sveučilištu 1991. Na McGillu je poslije doktorata nastavio raditi kroz dvije godine, nakon čega se preselio u Massachusetts, gdje je radio kao suradnik i izvanredni profesor na odjelu za psihologiju Harvardova sveučilišta, a 1998. prešao je na Sveučilište Toronto na mjesto redovnog profesora. Godine 1999. napisao je knjigu Maps of Meaning: The Architecture of Belief, djelo u kojem istražuje nekoliko akademskih polja kako bi objasnio strukturu sistema vjerovanja i mitova, njihovu ulogu u regulaciji emocija, izgradnji sustava vrijednosti i motivaciji za genocid. Njegova druga knjiga 12 Rules for Life: An Antidote to Chaos, izdana je u siječnju 2018.
Peterson je 2016. izradio seriju videa na svom YouTube kanalu u kojima je kritizirao Vladu Kanade zahtjevom za promjenom kanadskog Zakona o ljudskim pravima i krivičnog zakona C-16 što je stvorilo značajnu medijsku pažnju.

## Djetinjstvo
Peterson je rođen 12. lipnja 1962. Odrastao je u Fairviewu, Alberta, malom gradu sjeverozapadno od Edmontona u Kanadi, u kojem je rođen. Najstariji je od troje djece Beverley, knjižničarke na Fairview kampusu Grande Prairie Regional College i učitelja Walter Peterson.
Kada mu je bilo trinaest upoznao se s djelima Orwella, Huxleya, Solženjicina i Ayn Rand, a pod utjecajem školske knjižničarke Sandy Notley—majke Rachel Notley, vođe Alberta New Democratic Party. U tinejdžerskim je godinama radio za New Democratic Party - NDP, ali se razočarao u stranku u kojoj je vidio da prevladava "intelektualizam fino odjevenih socijalista srednjeg staleža" koji "ne vole siromašne, koji zapravo mrze bogate". NDP je napustio kada mu je bilo osamnaest godina.

## Obrazovanje
Nakon srednjoškolske diplome u Fairviewu 1979., Peterson je na Grande Prairie Regional College, upisao studij političkih znanosti i engleske književnosti. Potom se prebacio na Sveučilište Alberta, na kojem je 1982. stekao diplomu prvostupnika. Nakon toga je godinu dana putovao Europom i u to se vrijeme zainteresirao za psihološke uzroke hladnog rata, te pogotovo europskog totalitarizma 20. stoljeća. Proganjale su ga apokaliptičke noćne more vezane uz utrku u nuklearnom naoružanju zbog čega je postao zabrinut za ljudski kapacitet za zlo i destrukciju, te se uputio se u djela Junga, Nietzschea, Solženjicina, i Dostojevskog. Potom se vratio na Sveučilište Alberta na kojem je 1984. stekao sveučilišnu diplomu iz psihologije. Sljedeće godine preselio se u Montreal gdje je pohađao Sveučilište McGill na kojem je 1991. doktorirao na polju kliničke psihologije pod nadzorom Roberta O. Pihla., te ostao raditi kao poslijedoktorand na Sveučilištu McGill's, bolnica Douglas Hospital, do lipnja 1993., radeći s Pihlom i Maurice Dongier.

## Karijera
Od srpnja 1993. do lipnja 1998. Peterson je živio u Arlingtonu, Massachusetts, predavao i provodio istraživanja na Harvardovom sveučilištu kao suradnik i izvanredni profesor na odjelu psihologije. U to je vrijeme proučavao agresiju koja proizlazi od zloupotrebe supstancija i alkohola, te nadgledao brojne nekonvencionalne prijedloge teza. Bivši studenti doktorandi, psiholozi i predavači s Harvarda, Shelley Carson i autor Gregg Hurwitz, podsjećaju da su studenti još tada visoko cijenili njegova predavanja. U srpnju 1998. vratio se u Kanadu i zaposlio kao redovni profesor na Sveučilištu u Torontu.
Njegova područja proučavanja i istraživanja su na poljima psihofarmakologije, abnormalne psihologije,  kliničke psihologije, socialne psihologije, industrijske i organizacijske psihologije, psihologije religije, ideologije, političke psihologije i kreativne psihologije. Peterson je autor ili suradnik na više od stotinu akademskih radova, te ima više od 20 godina iskustva kliničke prakse, primajući 20 ljudi tjedno, ali je od 2017. s kliničkom praksom morao prestati zbog rada na novim projektima.
Godine 2004. je na TV Ontario emitirana 13-epizodna TV serija zasnovana na njegovoj knjizi Maps of Meaning: The Architecture of Belief. Osim toga nastupa na istoj TV mreži u emisijama kao što su Big Ideas (TV serija), a čest je gost i esejist emisije “The Agenda with Steve Paikin od 2008.

## Djela

### Maps of Meaning: The Architecture of Belief
Godine 1999. izdavač Routledge izdaje njegovu knjigu Maps of Meaning: The Architecture of Belief, na kojoj je radio trinaest godina, u kojoj objašnjava sveobuhvatnu teoriju izgradnje smisla, prikazanu kroz mitski proces istraživačkog heroja, i daje tumačenje religioznih i mitskih modela realnosti predstavljajući ih na način kompatibilan s modernim znanstvenim razumijevanjem funkcioniranja mozga. Prema Craigu Lambertu (članak iz Harvard Magazina), on sintetizira ideje izvučene iz narativa mitologije, religije, literature i filozofije, kao i neuropsiholoških istraživanja” u  "klasičnoj, staromodnoj tradicionalnoj društvenoj znanosti".
Petersonov prvenstveni cilj je istražiti zašto pojednici, a ne samo skupine, sudjeluju u društvenom sukobu, te modelirati put kojeg pojedinci poduzimaju kako bi podržali svoj sustav vjerovanja (odnosno ideološku identifikaciju) koji završava u patološkim zločinima poput Gulaga, Auschwitza ili Ruandskog genocida. On istražuje izvore zla, i također pretpostavlja da nam analiza svjetskih vjerskih ideja može omogućiti objašnjenje našeg temeljnog morala i mogućeg razvoja univerzalnog moralnog sustava.
Prema Petersonu postoji sukob kaosa (kojeg predstavlja strah) i reda (kojeg predstavlja radoznalost istraživanja). Ljudi svojom sposobnošću apstraktnog razmišljanja također čine teritorijalnost — sustav vjerovanja koji "regulira naše emocije". Potencijalna prijetnja dubokom uvjerenju uzrokuje emocionalnu reakciju, što može biti praćeno patološkim pokušajima suočavanja s unutarnjim kaosom, a "ljudi općenito preferiraju rat kao nešto izvanjsko, nego unutarnje ... nego mijenu naših izazvanih uvjerenja". Načelo u međuprostoru je logos (svijest), pa herojske osobe razvijaju kulturu i društvo kao posrednike između te dvije prirodne sile.
Harvey Shepard u religijskoj kolumni u Montrealskoj Gazettei, kaže: "Za mene knjiga odražava autorov profinjeni moralni osjećaj i ogromnu erudiciju na područjima od kliničke psihologije do Svetog pisma, a veliki udio je i u osobnom duševnom poniranju. ... Petersonova vizija je u skladu s trenutnim znanstvenim i pragmatičkim metodama, te je značajno duboko konzervativna i tradicionalna". Psiholozi Ralph W. Hood, Peter C. Hill i Bernard Spilka, u njihovoj knjizi The Psychology of Religion: An Empirical Approach (2009.), navode da vezano na odnos velikih pet faktora osobnosti prema religiji, "dinamički model sukoba tradicije i promjene je majstorski objašnjen od strane Petersona (1999), kao temelj osobnosti, što on naziva arhitekturom uvjerenja".

### 12 Rules for Life: An Antidote to Chaos
U siječnju 2018. Penguin Random House izdao je Petersonovu drugu knjigu 12 Rules for Life: An Antidote to Chaos. U knjizi su obuhvaćeni apstraktni etički životni principi, objašnjeni u pristupačnijem stilu nego u Maps of Meaning.
Peterson je knjigu promovirao na turneji diljem svijeta. U sklopu promocije Cathy Newman intervjuirala je Petersona za Channel 4 News; taj je intervju postao popularan na internetu i njegov je video pregledan 42 milijuna puta na YouTubeu. Nakon intervjua na Channel 4 Newsu knjiga 12 Rules for Life postala je trenutačno najprodavanija knjiga na Amazonu u SAD-u i Kanadi te četvrta u Velikoj Britaniji. U Hrvatskoj ju je u listopadu 2018. objavio Verbum.
Melanie Reid u recenziji 12 Rules for Life za The Times ističe da je knjiga usmjerena na tinejdžere, generaciju Y (millennials) i mlade roditelje. Rezimirajući, navodi: "Kad odstranite suvišne izraze, mozganje, preostaje vam čvrst priručnik za samopomoć samopouzdanjem, dobrim ponašanjem, samopoboljšanjem i individualizmom, koji vjerojatno odražava Petersonovo djetinjstvo u ruralnoj Kanadi 60-ih godina prošlog stoljeća." Bryan Appleyard također pišući za  The Times opisuje knjigu: "manje zgusnuta, ali praktičnija inačica knjige Maps of Meaning." Kaže, to je: "agresivna, provokativna, prizemljujuća knjiga, u konačnici knjiga je pokušaj povratka onom što Peterson tvrdi da je istina, ljepota i dobro - odnosno Bog." Hari Kunzru u Guardianu iznosi da su u knjizi prikupljeni savjeti Petersonove kliničke prakse uz osobne anegdote, objašnjenje njegova akademskog rada na psihologiji, “te dosta toga iz intelektualnog naslijeđa raznih značajnih knjiga". Julian Baggini u recenziji knjige za Financial Times piše: "U osnovi, većina njegovih pravila su jednostavni i bezvremenski zdravi osjećaji. ... Problem nastaje kada Peterson skrene fokus s njih jer oni sadrže najviše mesa."

### Ostali projekti
Godine 2013. Peterson je započeo sa snimanjem svojih predavanja ("Personality and Its Transformations", "Maps of Meaning: The Architecture of Belief") i njihovim postavljanjem na YouTube. Njegov YouTube kanal ima šest milijuna pratitelja, a videi na kanalu do prosinca 2022. 480 millijuna pregleda. Nastupio je na “The Joe Rogan Experience”, “The Gavin McInnes Show”, “Louder with Crowder”, “The Rubin Report”, u emisiji Stefana Molyneuxa “Freedomain Radio”, “H3 Podcast”, podcastu Sam Harrisa, “The Saad Truth” serijama i drugim emisijama emitiranima uživo, raspravljajući kontroverze vezane uz zakon C-16, politiku identiteta, te svoj rad na području psihologije. U studenom 2016. Peterson je pokrenuo vlastiti podcast The Jordan B. Peterson Podcast koji je do veljače 2018. imao 38 epizoda, u kojem je ugostio sveučilišne goste, između ostalih i Camille Pagliu, Martina Dalya i Jamesa W. Pennebakera. Na svom je na kanalu, između ostalih, intervjuirao Stephena Hicksa, Richarda J. Haiera i Jonathana Haidta. Peterson je podržao inženjera Jamesa Damorea u njegovoj akciji protiv Googlea.
U siječnju 2017. je za potrebe snimanja vlastitih predavanja iz psihologije na Sveučilištu Toronto angažirao produkcijsku ekipu. Za tu je namjenu upotrijebio sredstva koja je prikupio preko stranice skupnog financiranja Patreon, a nakon što je u rujnu 2016. bio upleten u kontroverzu vezanu uz zakon C-16. Prihodi kroz Patreon su rasli s 1000$ mjesečno u kolovozu 2016. na 14.000$ u siječnju 2017., te na više od 50.000$ mjesečno u srpnju 2017.
Peterson je s kolegama Robertom O. Pihlom, Danielom Higginsom i Michaelom Schippersom izradio program terapije pisanjem (writing therapy) uz seriju online vježbi s nazivom “Self Authoring Suite”. Vježbe uključuju autorski program o prošlosti (Past Authoring Program) vođenu autobiografiju; dva autorska programa o sadašnjosti (Present Authoring Programs) koji omogućuju sudioniku da analizira svoje osobne promašaje i uspjehe u svjetlu modela ličnosti “velikih pet” i autorski program o budućnosti (Future Authoring Program) koji vodi sudionika kroz proces planiranja svoje željene budućnosti. Potonji je program korišten na Sveučilištu McGill za studente na akademskom probnom roku kako bi poboljšali ocjene, te od 2011. na Rotterdam School of Management, Erasmus University. Self Authoring programi su razvijeni dijelom prema istraživanjima Jamesa W. Pennebakera na University of Texas,  Austin i Garya Lathama na Rotman School of Management Sveučilišta Toronto. Pennebaker je pokazao kako pisanje o traumatičnim ili neizvjesnim događajima i situacijama poboljšava duševno i tjelesno zdravlje, dok je Latham pokazao da vježbe osobnog planiranja čine ljude produktivnijma. Prema Petersonu, više od 10.000 studenata je od siječnja 2017. koristilo program, postotak ispadanja sa sveučilišta smanjen je za 25% a ocjene (GPA) su porasle za 20%.
U svibnju 2017. pokrenuo je novi projekt s nazivom “Psihološko značenje priča iz Biblije” (The psychological significance of the Biblical stories), seriju otvorenih predavanja u kojoj analizira arhetipski narativ knjige postanka kao obrasca ponašanja koji je važan za osobnu, društvenu i kulturnu stabilnost.

## Kritika političke korektnosti
Petersonova kritika političke korektnosti odnosi se na područja poput postmodernizma, postmodernog feminizma, privilegije bijelaca, kulturalne aproprijacije i pokreta za zaštitu okoliša (environmentalism).
U članku u National Post-u Chris Selley tvrdi da su Petersonovi oponenti "podcijenili bijes inspiriran modernim temama kao što su privilegije bijelaca i kulturna aproprijacija, te marginalizacijom, ušutkivanjem ili zabranom drugačijih gledišta u uljudnim institucijama društva", dok je u Spectatoru, Tim Lott ustvrdio da je Peterson postao "otvoreni kritičar glavne struje akademske zajednice". Petersonova nazočnost na društvenim mrežama (u društvenim medijima) osnažila je takva stanovišta. Simona Chiose je za “The Globe and Mail” napisala: "malen broj profesora s društvenih znanosti Sveučilišta u Torontu uživa globalnu popularnost kakvu je prof. Peterson stekao".
Prema njegovoj studiji — koju je provela jedan od njegovih studentica, Christine Brophy — o odnosu političkih uvjerenja i osobnosti, postoje dva oblika političke korektnosti (PC): PC-Egalitarizam i PC-Autoritarizam, koji je manifestacija “napadne osjetljivosti“ (offense sensitivity). Prvi je oblik zastupljen u skupini klasičnog liberalizma, dok je drugi zastupljen u skupini poznatoj kao ratnici za društvenu pravdu (social justice warriors) koji "susjećanje koriste kao oružje". Studija je također ukazala na postojanje preklapanja između PC-autoritarista i desnih autoritarista.
Peterson smatra da su sveučilišta najodgovornija za nastanak vala političke korektnosti u Sjevernoj Americi i Europi. Promatrao je rast političke korektnosti na kampusima od ranih 90-ih, i smatra da su društvene znanosti (humanities) postale korumpirane, smanjujući oslonac na znanost, te da umjesto inteligentne imamo ideološku raspravu". Kroz iskustvo sveučilišnog profesora tvrdi da su studenti koji dolaze na njegova predavanja bez znanja i svijesti o masovnim istrebljenjima i zločinima staljinizma i maoizma, jer im nije dana jednaka važnost kao fašizmu i nacizmu. Također tvrdi, "umjesto da ih se oplemenilo i inkulturiralo u primjerenu kulturu, postmodernisti i neomarksisti studente su lišili i posljednjih tragova strukture, definirajući sve u terminima relativizma i moći.

### O postmodernizmu i politici identiteta
Peterson vjeruje kako su se od 1960-ih postmoderni filozofi i sociolozi izgrađivali i razvijali na temeljnim načelima marksizma i komunizma, iako se javno otklanjaju od istih zbog njihove diskreditiranosti u smislu ekonomske ideologije te zbog zločina u SSSR-u. Tvrdi da se suvremeno društvo teško može razumjeti ako se u obzir ne uzme utjecaj postmodernizma koji se iz Francuske, kroz odjel za engleski jezik Yale sveučilišta, proširio na SAD. On tvrdi da su “izokrenuli igru, pa umjesto da sukobljavaju proleterijat, radničku klasu protiv buržoazije, počeli su sukobljavati tlačitelje protiv potlačenih. To otvara put za identifikaciju bilo koje skupine kao tlačitelja ili potlačenih, te održava isti narativ, ali sada pod drugačijim nazivom ... Oni koji se drže ove doktrine – te radikalne postmoderne komunitarne doktrine po kojoj rasni identitet ili seksualni identitet ili rodni identitet ili bilo kakav skupni identitet drže za vrhovnu vrijednost – kontroliraju većinu nižih i srednjih birokratskih struktura, kao i brojne vlade".
Peterson naglašava da bi država trebala prestati financirati studije i tečajeve koje naziva neomarksističkima, te savjetuje studente da izbjegavaju smjerove kao što su ženske studije, etničke studije i rasne studije, kao i ostala područja za koja vjeruje da su “koruptirana” ideologijom kao što su sociologija, antropologija i engleska književnost. Tvrdi da ta područja pod krinkom akademskih istraživanja zapravo šire neznanstvene metode, netočne peer-review ocjene za akademske časopise, izdanja koja imaju nula citata, kultno ponašanje, sigurna područja (safe-spaces), te radikalno ljevičarski politički aktivizam kojim utječu na studente. Peterson je predložio pokretanje web stranice koja bi uz pomoć umjetne inteligencije identificirala i pokazala količinu ideologizacije određenih tečajeva. U studenom 2017. je obznanio da je privremeno odgodio projekt jer bi "mogao pridonijeti trenutnoj polarizaciji".
Peterson je kritizirao termin bjelačke privilegije (white privilege), uz izjavu, "pozivanje na tuđe bjelačke privilegije, identificiranje s određenom rasnom skupinom, pa trpljenje posljedica postojanja te rasne skupine i njezinih pretpostavljenih zločina,... to treba zaustaviti. ... to je ekstremni rasizam". U odgovoru na prosvjed u Charlottesvilleu, Virginia 2017., kritizirao je politiku identiteta krajnje desnice i rekao da se “bijelci ne bi trebali vratiti na bjelačku ideju” (the Caucasians shouldn't revert to being white). “To je loša ideja, to je opasna ideja koja se brzo širi, a to mi se ne sviđa!” Tvrdi da je ideja grupnog identiteta “ozbiljno patološka ... vrijedna prijekora ... genocidna" i "da će unazaditi našu civilizaciju ako joj se ne suprotstavimo". Peterson se istaknuo u raspravama o kulturarnom prisvajanju (cultural appropriation), tvrdeći da ono potiče autocenzuru u društvu i tisku.

## Vanjske poveznice
- 12 pravila za život, službena web stranica knjige naklade Verbum
- Bitno.net Tko je Jordan Peterson i zašto je njegova borba s lijevim ‘ratnicima društvene pravde’ važna i Hrvatima? (22. 08. 2017.)
- Jutarnji list Jordan Peterson: "Radikalna ljevica je na temi roda i spola napala jezik, žele nam diktirati što smijemo, a što ne smijemo govoriti!" (25. 03. 2018.)

Osobne
- Web stranica
- YouTube kanal

Projekti
- Self Authoring
- Understand Myself